# Christina Chanée

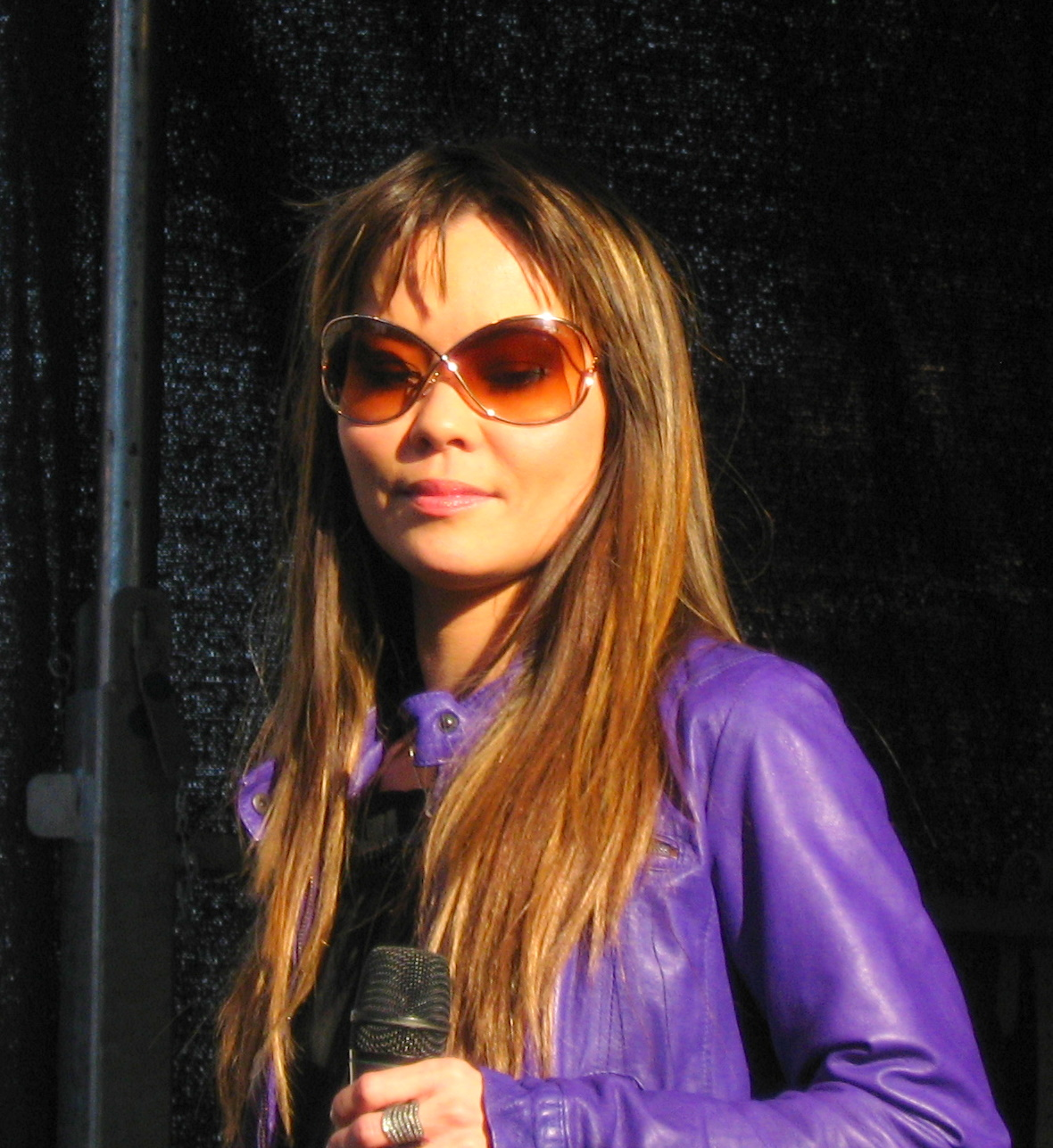
Christina Chanée.

Christina Chanée, född Christina Birch Wongskul 6 januari 1979 i Köpenhamn, är en dansk popsångerska.
Hon har en dansk mor och en thailändsk far och växte upp i stadsdelen Vollsmose i Odense.
Chanée började tidigt att sjunga jazz och har varit både vokalist och körsångerska. Hon har också haft mindre roller i TV-serierna Klovn och 2900 Happiness och filmen Smukke mennesker.
Chanée medverkade tillsammans med Tomas N'evergreen i Dansk Melodi Grand Prix 2010, Danmarks uttagning till Eurovision Song Contest 2010, där de vann med låten In a Moment Like This.